# Аоно (княжество)
Княжество Аоно (яп. 青野藩 Аоно-хан) — феодальное княжество (хан) в Японии периода Эдо (1618—1684). Аоно-хан располагался на севере провинции Мино (современная префектура Гифу) на острове Хонсю. Княжество управлялось самурайским родом Инаба.

## Список даймё
- Род Инаба (фудай; 12,000 коку)

1. Инаба Масацугу (稲葉正次; 1591—1628), 1-й даймё Аоно-хана (1618—1628), старший сын Инабы Масанари (Масасигэ)[1]
2. Инаба Масаёси (稲葉正吉; 1618—1656), 2-й даймё Аоно-хана (1628—1656), младший брат предыдущего
3. Инаба Масаясу (稲葉正休; 1640—1684), 3-й даймё Аоно-хана (1656—1684), сын предыдущего.